# Міжнародні відносини Франції та Африки

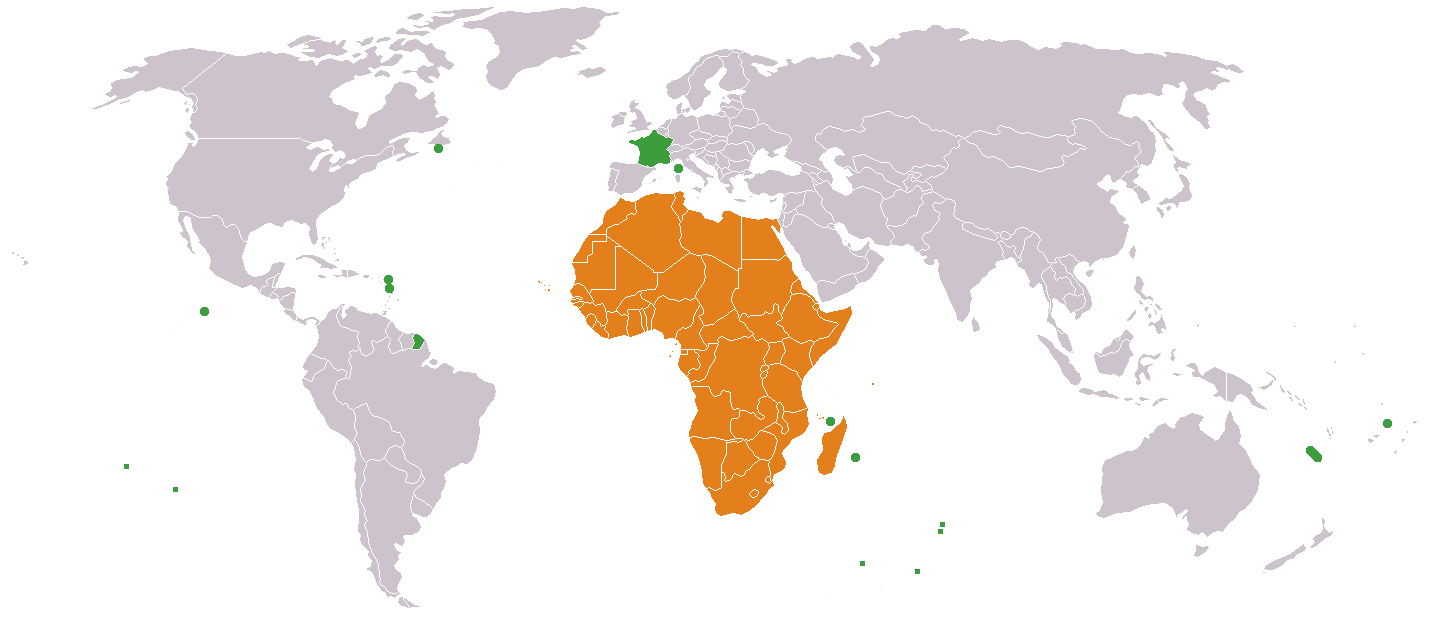
Французько-африканські відносини на карті.

Міжнародні відносини між Африкою та Францією є важливими для обох регіонів, розпочались вони ще у Середньовіччі та охоплюють декілька століть. Французьку м’яку силу в Африці часто називають Франсафрика.

## Початок відносин (8 століття)

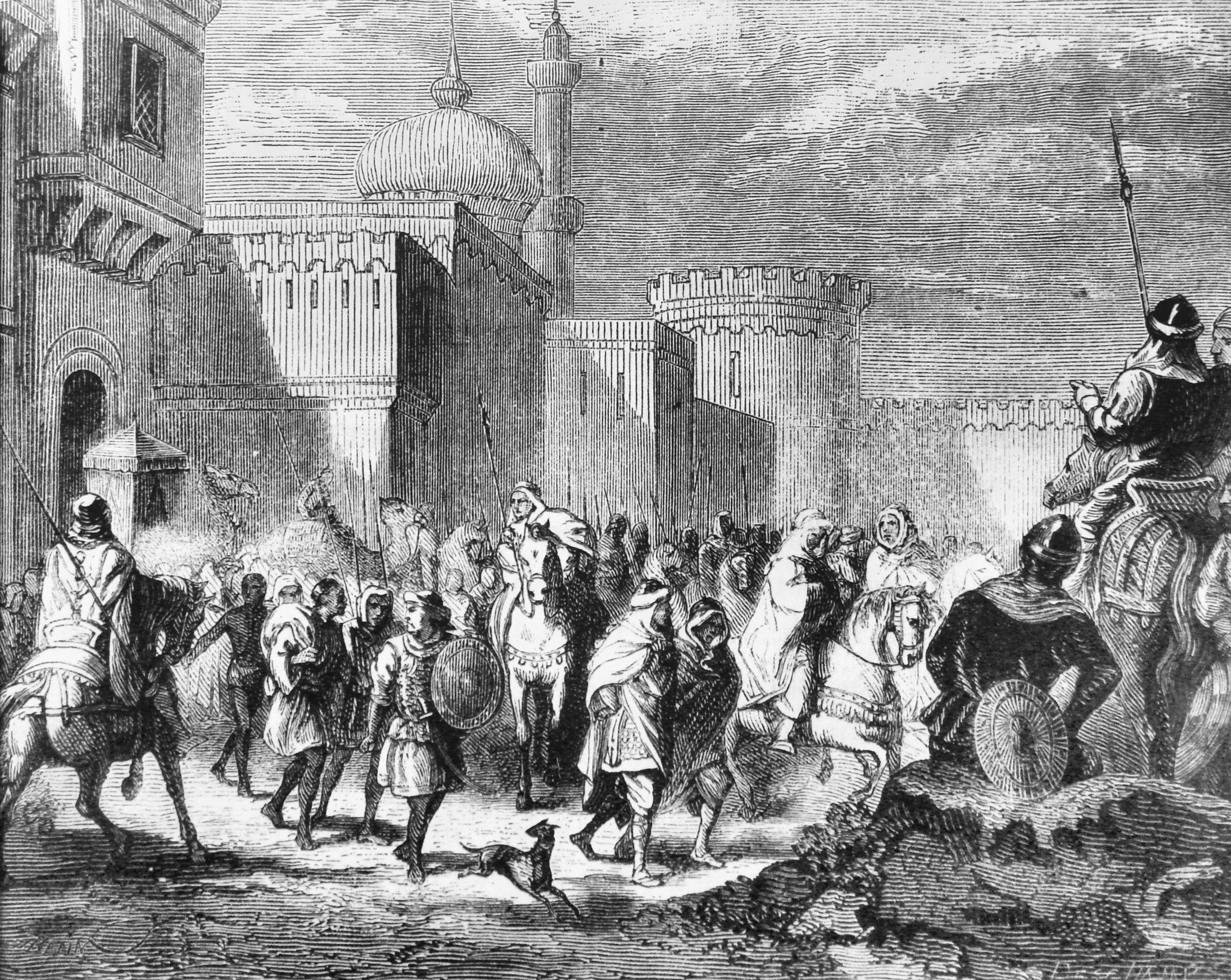
Мусульманські війська, покинувші Нарбонну в Пепін ле Бреф, в 759 році, після 40 років окупації.

Альморавідова імперія в період найбільшого розквіту

В 711 році відбулось вторгнення в Іспанію під командуванням Бербера Таріка ібн Зіяда після якого арабські та берберські армії впродовж 8 століття активно захоплювали Південну Францію, від Пуатьє і долини Рона аж до Авіньона, Ліона, Отуна. Однак згодом, на розстановку сил в регіоні суттєво вплинула Битва при Турах 732 року.
Саме ці події спричинили перші культурні обміни. У 10 столітті французький монах Герберт д'Арільяк, який згодом у 999 році став першим французьким папою Сильвестром II, поїхав до Іспанії, щоб вивчити ісламську культуру, також існує версія, що окрім цього там він навчався в університеті Аль-Карауїн у Фесі, Марокко.
Над тогочасною Францією нависла загроза, яка була спричинена її сусідством з Марокканською імперію Алморавідів, що активно розширювалась у 11 та 12 століттях.

## Розвідка території Францією (14-15 століття)
На думку деяких істориків, в період 1364—1413 років, французькі купці з нормандських міст Діеп і Руан торгували з узбережжями Гамбії та Сенегалу, а також з Кот-д'Івуар і Золотого узбережжя. Імовірно, саме завдяки цьому з 1364 року в місті Діеп активно розвивалась галузь різьблення зі слонової кістки. Однак торгові подорожі швидко припинились, оскільки у Франції розпочалась Столітня війна.
Важливою також є авантюрна поїздка 1402 року, яку здійснив французький дослідник Жан де Бетенкурт, який проплив від міста Ла-Рошель до узбережжя Марокко, з метою підкорити Канарські острови.

## Варварські держави

### Алжир, Туніс, Лівія, Єгипет

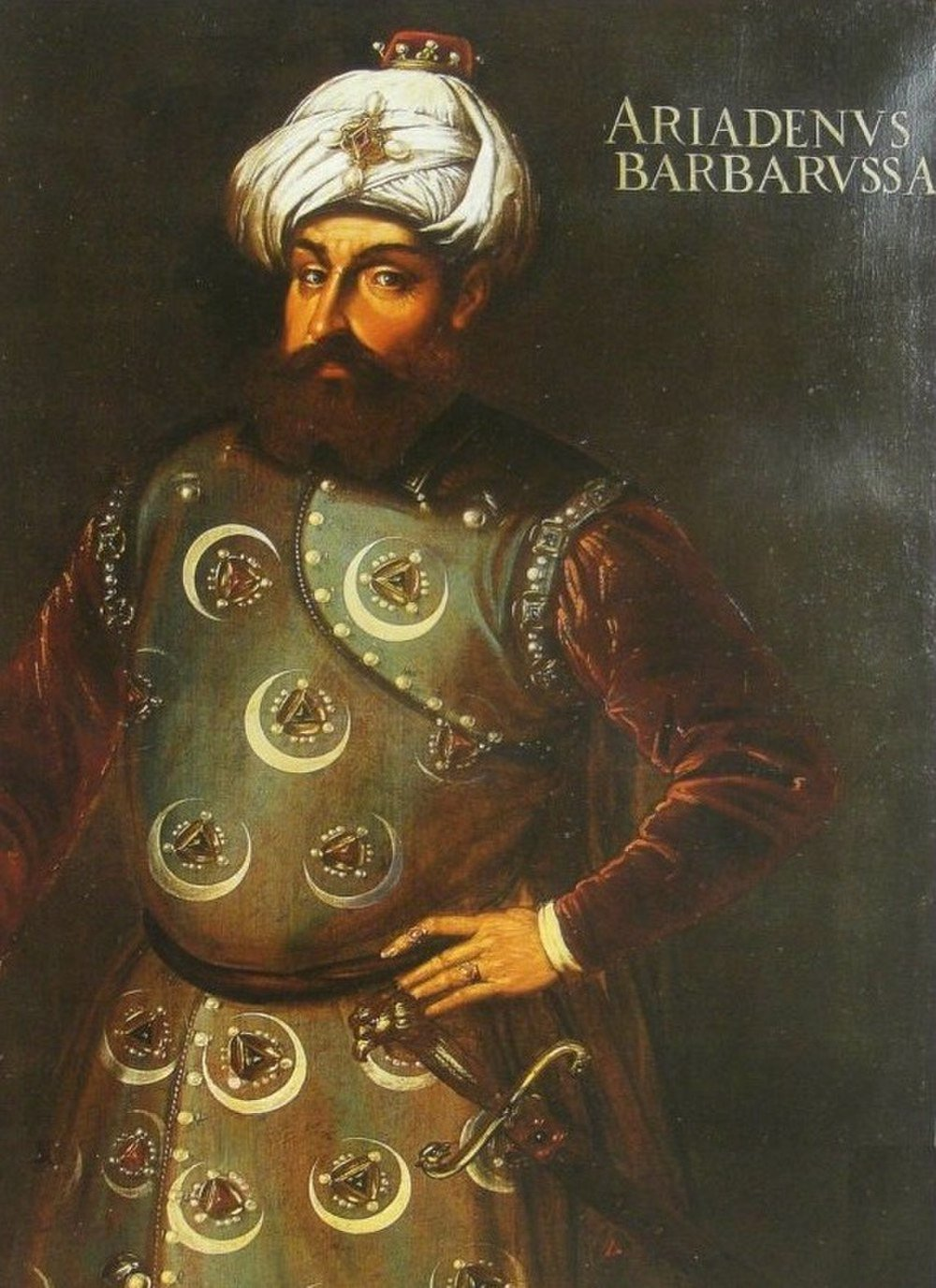
Хайреддін Барбаросса, правитель Алжиру, керував османським посольством у Франції у 1533 році.

Відповідно до вказівки Людовика XII та султана Баязет II, Франція підписала перший договір чи як його ще називають Капітуляція з Мамлуцьким султанатом у 1500 р. Результатом стало те, що султан Єгипту пішов на територіальні поступки французам та каталонцям.
Перші важливі дипломатичні контакти між Франциском I Французьким (та одночасно османським імператором) Сулейманом Пишним були встановлені у 1526 році. Це дало початок франко-османського союзу, який згодом змінився тісними контактами з варварськими державами Північної Африки, що ставали васалами Османської імперії. Першим посольством у Франції було саме османське посольство, створене у 1533 р. На чолі з Хайреддіном Барбароссою, тодішнім главою варварських штатів в Алжирі.
Першим рішенням Сулеймана був наказ віддати свій флот у розпорядження Франциска І, який з його допомогою повинен був атакувати Геную та Мілан. У липні 1533 р. Френсіс прийняв османських представників у Ле-Пуй, і відправив Антоніо Рінкона до Барбаросса, що на півночі Африки, а потім у Малу Азію.
Під час війни в Італії 1551—1559 рр, мали місце численні військові вторгнення та конфлікти. У 1551 році османи за допомогою французького посла Габріеля де Люес д'Арамона перемогли в облозі Триполя.

### Марокко
У 1533 році Франциск І призначив на посаду посла в Марокко полковника П'єра де Пітона, тим самим поклавши початок офіційних дипломатичних відносин Франції та Марокко. У листі до Франциска I від 13 серпня 1533 р. Володар Ваттасідів у Фесі Ахмед бен Мухаммед привітав Францію з примиренням і гарантував свободу судноплавства та абсолютну свободу пересування французьким торговцям.
Після цього листа, в 1555 році Франція почала активно відправляти кораблі до Марокко це відбувалось за правління Генріха II, сина Франциска I. У 1577 році, Франція стала першою європейською країною, що назначила консула у Фесі (Марокко), яким став Гійом Берард. Згодом його змінив Арнольт де Ліль, а потім Етьєн Хуберт д'Орлеан, що офіційно працював лікарем та представником Франції на боці султана. Ці важливі міжнародні контакти з Францією відбулись під час правління Абд аль-Маліка та його наступника Мулай Ахмада аль-Мансура.

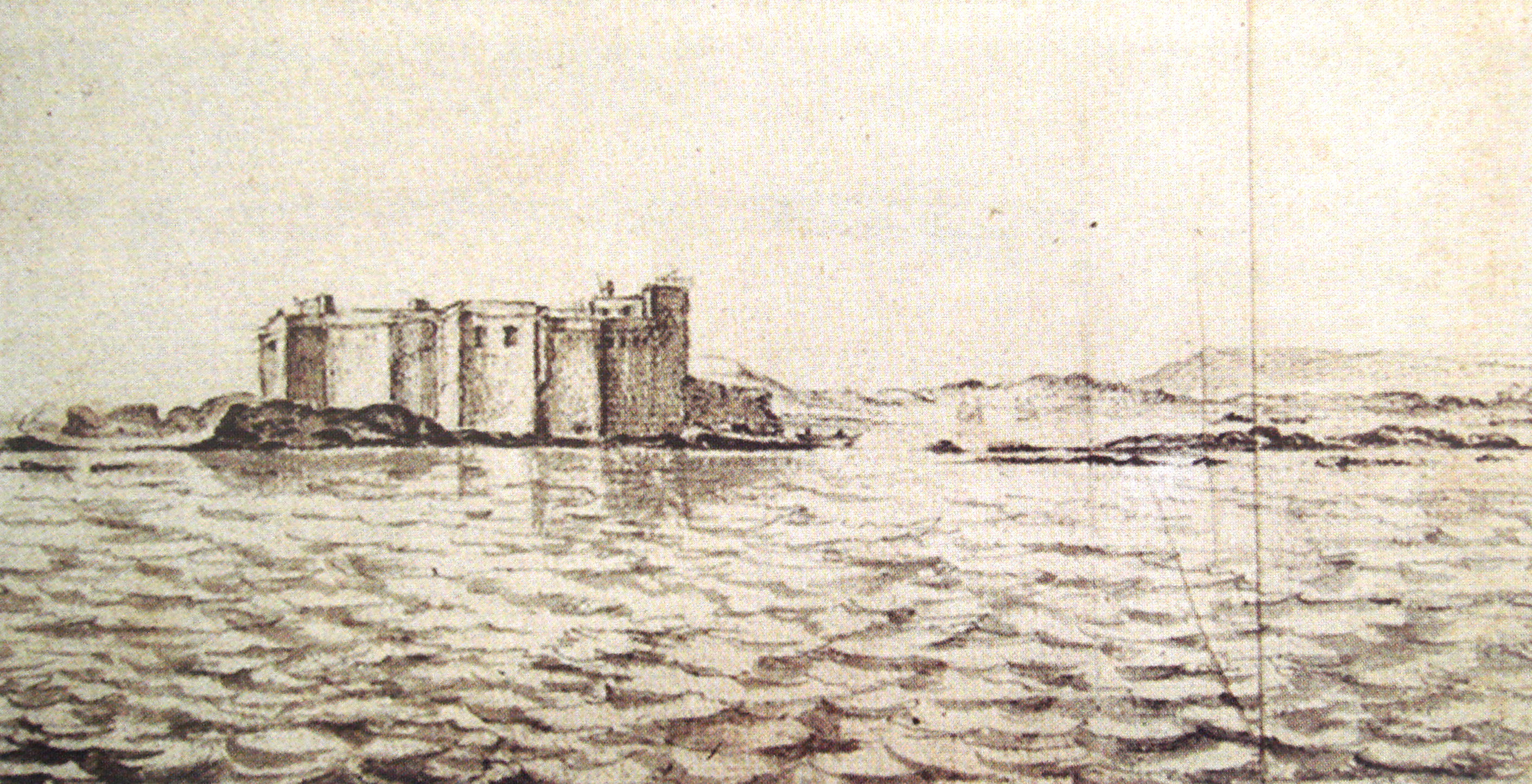
Могадор вважається можливим французьким житлом Ісаака де Разіллі за Людовіка XIII.

З метою продовження початих зусиль свого попередника Генріха IV, Людовик XIII ухвалив рішення запровадити колоніальну політику в Марокко, для цього у 1619 році він відправив на розвідку флот під командуванням Ісаака де Разілі.
У 1624 році, за особливі заслуги, його було назначено працівником посольства у піратській гавані Сале в Марокко, з метою розслідування справи про бібліотеку Мулая Зідана.
У 1630 р. Разіллі вдалося домовитись про викуп французьких невільників з Марокко. Наступного року він знову відвідав Марокко з метою участі у переговорах щодо франко-марокканський договору 1631року. Договір надавав Франції привілейовані умови, такі як: пільгові тарифи, створення консульства та свободу віросповідання для французьких підданих.

## Сенегал (1659)
У 1659 р. Франція створила перший торговий пост у Сен-Луї, Сенегал. В цей час європейські держави продовжували спроби захопити острів Горе, однак вдалось це лише одній країні — Франції в 1677 р. під керівництвом Жана II д'Естрє під час франко-голландської війни (1672—1678). Острів входив до її володінь впродовж наступних 300х років. У 1758 французьку колонію, що проживала на тому острові окупувала британська експедиція, все це відбувалось в рамках Семирічної війни, але згодом її все-так повернули Франції у 1783 році.

## Магриб

### Французьке завоювання Алжиру (1830)
Французьке завоювання Алжиру відбувалось в період з 1830 по 1847 рік, в результаті чого Алжир став французькою колонією. Сили опору Алжиру були розділені між силами Ахмеда бея при Костянтині, що були розміщені насамперед на сході та націоналістичними силами Кабилії на заході. Договори з націоналістами під керівництвомАбдом аль-Кадірома дали змогу французам спочатку зосередитись на ліквідації решти османської загрози, яка виникла у зв'язку із захопленням Константина в1837 році. В цей час Аль-Кадір продовжував чинити опір на заході. Вкінці-кініців у 1842 році останній був загнаний до Марокко масштабними військовими діями, що проводили французи, там він продовжував вести партизанську війну. Однак після поразки у першій франко-марокканській війні, уряд Марокко зазнав сильного дипломатичного тиску з боку Франції і в результаті якого Аль-Кадіра вигнали з Марокко. Він був змушений здатись французьким військам у 1847 році.

### Перша франко-марокканська війна (1844)

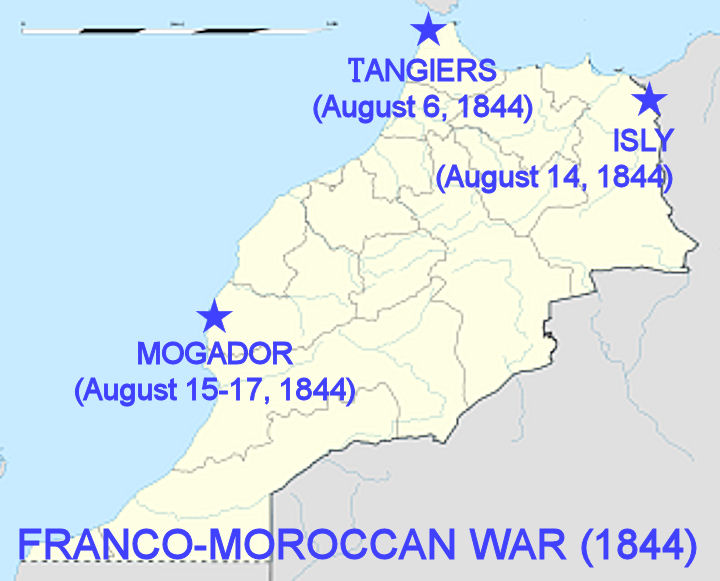
Розгортання бойових дійПершої франко-марокканської війни (1844).

Франція вдруге продемонструвала свою зацікавленість у територіях Марокко в 1830-х роках. Вони розглядали ці території як можливість розширення сфери власного впливу в Магрибі, Алжирі та Тунісі, які вже й так суттєво залежали від Франції.
Перша франко-марокканська війна 1844 року була спричинена союзом Марокко з Абд-Ель-Кадером проти Франції. Після цього відбулось декілька інцидентів на кордоні між Алжиром і Марокко, внаслідок яких Марооко відмовилась від військової підтримки Алжира.
Франція вперше зіткнулася з Марокко в битві, що носить назву бомбардування Танжера (6 серпня, 1884), згодом відбувались битва за острівці (14 серпня 1844), і обстріл Могадору (15-17 серпня, 1844). офіційно ця війна закінчилася 10 вересня з підписанням Договору про Танжер, як наслідок в Марокко затвердили арешт і заборону діяльності Абд аль-Кадір, передбачалось також зменшення розміру гарнізону в Уджде, а також створення комісії з демаркації кордону. По суті, сучасний кордон між Марокко і Алжиром, було узгоджено саме в Договорі «of Lalla Maghnia»

## Алжир 1958
В 1958 році відбулось захоплення влади в Алжирі, що здійснили підрозділи французької армії та французькі переселенці у відповідь на арабське націоналістичне повстання. Це протистояння створило надзвичайно нестабільну ситуацію в Четвертій Республіці. Під час травневої кризи 1958 року Де Голль скликав Національні збори, з метою повернути собі владу. Він заснував П'яту республіку, яка вперше стала президентською та зайняв означений пост. Це рішення зберегло Францію, оскільки Де Голль впроваджував політику, яка була покликана зупинити війну, однак своїми вчинками він розгнівав Пійд-Нуар (французи, що оселились в Алжирі) та військових, оскільки вони підтримували його повернення до влади, оскільки розрахрвували на збереження Францією колоніального панування. Де Голль надав Алжиру незалежність у 1962 році.

## Французька Західна Африка

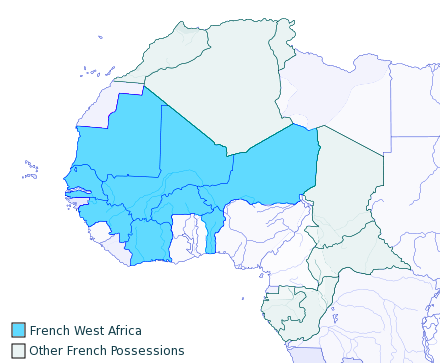
У 1904 році Дакар став столицею французької Західної Африки.

З 1880 р. Франція зробила перші спроби розпочати будівництво залізничної системи, яка зосереджена на лінії Сент-Луї — Дакар, її мета полягала в тому, що здійснювати військовий контроль над навколишніми районами і зробити можливою військову окупацію материкового Сенегалу. Будівництво залізниці Дакар-Нігер розпочалося наприкінці 19 століття під керівництвом французького офіцера Галлієні.
У 1895 році було обрано першого генерал-губернатора Сенегалу. За його влади відбулось більшість завоювань Західної Африки, тому в 1904 році ці території отримали нову офіційну назвуФранцузька Західна Африка (AOF: «Afrique Occidentale Française»), до складу якої входили Сенегал і Дакар її столиця.

## Субтропічна Африка 1940—1981
В цей період відбувались численні катастрофи та військові конфлікти в Індокитаї та Алжирі, тому французькі консерватори дійшли висновку, що немає сенсу проводити колоніальну політику вподальшому. Перервавши всі зв'язки з численними французькими колоніями у субтропічній Африці, вони хотіли зняти з себе відповідальність за цей регіон. Оскільки, під час війни де Голль успішно просував своє гасло «Вільна Франція» та активно завоював африканські колонії. В 1958 р. відбувся його офіційний візит на ці території, після якого Субтропічна Африка стала невід'ємною частиною зовнішньої політики уряду Де Голля. В 1958 році, усі колонії, окрім Гвінеї, проголосували за те, щоб залишитися у французькій громаді, однак з власним представництвом у парламенті та гарантією допомоги від французької сторони. На практиці майже всі колонії стали незалежними наприкінці 1950-х, але підтримували дуже міцні зв'язки. Активну участь у цьому брали радники президента, звісно під його пильним наглядом, вони відігравали головну роль у цивільних та військових справах, перешкоджали переворотам та, іноді, замінювали місцевих лідерів. Французька колоніальна система завжди базувалася насамперед на місцевому керівництві, на відміну від, наприклад, британських колоніях. Мета колонізації французами полягала, перш за все, в асиміляції тубільців у загальній французькій культурі та вивчення ними французької мови. На думку Де Голля, тісна співпраця між ними, власне, і надавала легітимності місцевим лідерам, засвідчувала їх гуманітарні повноваження та забезпечувала доступ до нафти, урану та інших корисних копалин, формувала невеликий, однак стабільний ринок французьких виробників. Завдяки цьому і була досягнута гарантувало життєздатність французької мови та культури у великій частині світу, яка швидко зростала серед населення. Наступники Де Голля Жорж Помпіду (1959-74) та Валері Жискар д'Естінг (1974—1981) продовжували африканську політику Де Голля. Вони реалізовували її через забезпечення французькими військовими частинами та великим військово-морським флотом в Індійському океані. Понад 260 000 французів працювали в Африці, особливо зосередившись в галузі постачання нафти. Вони доклали зусиль для створення нафтопереробних заводів та алюмінієвих плавок, однак проігнорували розвиток дрібної місцевої промисловості, яку французи хотіли монополізувати на материку. Сенегал, Кот-д'Івуар, Габон та Камерун були найбільшими і надійними союзниками Африки і отримували від неї
більшість інвестицій. Під час громадянської війни в Нігерії (1967—1970) Франція підтримувала розбиту Біафра, однак такий крок був більше формальний, оскільки вони забезпечували тільки найманців і застарілу зброю. Цілі Де Голля ж полягали в тому, щоб захистити сусідні колишні колонії з Нігерії, зупинити радянський вплив і закріпитися в багатій нафтою дельті Нігеру.

## Мітеран: 1981—1996
Після здобуття незалежності у французькій частині Африки розпочалась риторика щодо соціалізму. Однак президент соціалістів Франсуаза Міттеран (1981—1996) ігнорував пропозиції щодо соціалізму та підтримував доброзичливий французький нагляд за колишніми колоніями. Він підтримував французькі відносини з Пропартетейдовою Африкою, а його військова та комерційна політика продовжувались в неоколоніальному стилі, який заклав де Голль.

### Габон
Міттеран приділяв особливу увагу Габону, це було обумовленого його стратегічними розташуванням та перспективною економікою. Міттеран загалом підтримував режим президента Габону Омара Бонго, який правив з 1967 року. Він здебільшого ігнорував давні соціалістичні та комуністичні скарги на несправедливість та корупцію в Габоні.

### Руанда
Французька щоденна газета Le Monde надрукувала розсекречені урядові доповіді та дипломатичні телеграми, що розкривали факт підтримки Міттерантом режиму Хаб'яріамани 6 липня 2007 року. Офіційною французькою політикою було ж підштовхувати Хаб'ярімана до розподілу влади, зупиняючи військовослужбовців ФПР Пола Кагаме, які підтримувались тогочасною Угандою. 2 квітня 1993 року, між Хаб'ярімана та Кагаме була проведена зустріч, що поклаа початок підписання Арушанських угод в серпні 1993 р.
Прем'єр-міністр консерваторів Едуард Баладур планував відправити ще 1000 солдатів, Міттеран
таку пропозицію підтримав. Документи підтверджують, що французький уряд підтримував
етнічні чистки, здійснені гуцуськими екстремістами в лютому 1993 року, за рік до вбивства Хаб'ярімана, що спричинило повномасштабний геноцид.

## Дивитися також
- Французько-азійські відносини
- Відносини Франції та Америки